# Jacob Louis Veldhuyzen van Zanten
Jacob Louis Veldhuyzen van Zanten (Lisse, 5 febbraio 1927 – San Cristóbal de La Laguna, 27 marzo 1977) è stato un aviatore olandese, famoso per essere stato il comandante di uno dei due Boeing 747 coinvolti nel disastro di Tenerife, il più grave incidente di sempre nella storia dell'aeronautica.

## Biografia
Nato nel 1927 a Lisse, nei Paesi Bassi, Jacob Louis Veldhuyzen van Zanten ottenne la licenza di pilota privato il 21 giugno 1947 e la licenza di pilota commerciale il 18 aprile 1950. Nello stesso anno venne assunto dalla KLM, la compagnia di bandiera olandese, con l'incarico di flight director. Nel 1951 intraprese la carriera di pilota come primo ufficiale sui Douglas DC-3. Successivamente conseguì la flight radiotelephone operator's license il 22 settembre 1952, la licenza di pilota di linea il 19 ottobre 1956 e la flight navigator license il 6 agosto 1963.

La sua spiccata professionalità e le sue approfondite conoscenze del mondo aeronautico gli consentirono di fare rapidamente carriera, fino a diventare istruttore capo responsabile del Dipartimento Formazione Piloti, membro influente nel Top Management KLM, e a fargli guadagnare il soprannome di "Mister KLM", che simboleggiava il suo essere una figura aziendale di vertice nella compagnia di bandiera olandese. Il 23 gennaio 1971 van Zanten ottenne l'abilitazione per pilotare i Boeing 747 e svolgere attività di istruzione su tali velivoli. Nello stesso anno, insieme con Pete Orange, si recò a Seattle per ritirare il primo Boeing 747 della KLM, il PH-BUA "Mississippi".

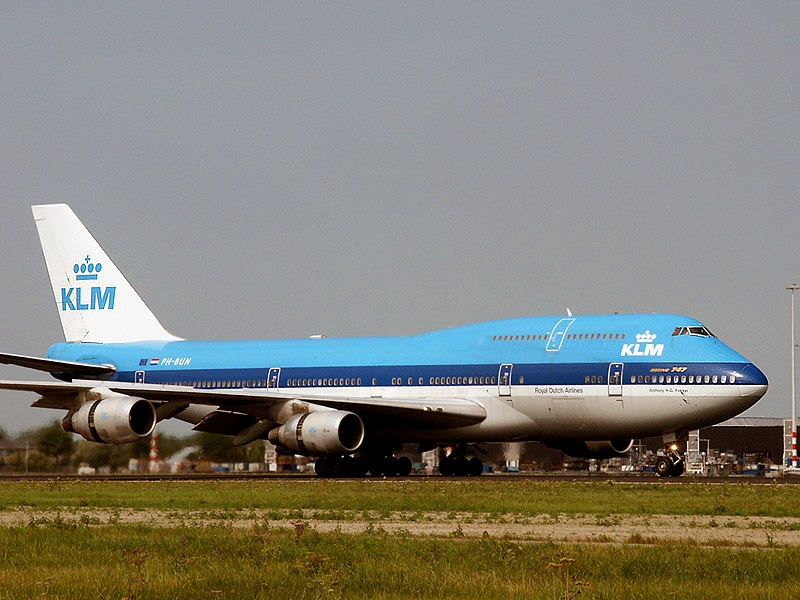
Un Boeing 747 dalla KLM.

Prima di iniziare l'attività con i Boeing 747, van Zanten era stato istruttore sui Douglas DC-8. Il 29 dicembre 1976 superò la visita medica alla quale i piloti devono periodicamente sottoporsi e, il 25 gennaio 1977, superò brillantemente il periodico esame di competenza al simulatore di volo, l'ultimo prima del disastro di Tenerife. Van Zanten, inoltre, aveva prestato il volto a una riuscita campagna pubblicitaria della KLM; considerato "uomo simbolo" e miglior pilota della compagnia, la sua fotografia era stata inserita nella pagina centrale degli opuscoli promozionali KLM degli anni settanta. Tali opuscoli erano presenti anche sul Boeing 747 che effettuava il volo KLM 4805, andato distrutto nel disastro di Tenerife, e durante la tratta da Amsterdam verso le Canarie molti passeggeri si accorsero con piacere che il pilota raffigurato su tutti i dépliant che stavano leggendo era proprio il comandante del loro aereo.
Van Zanten ebbe un ruolo chiave nella catena di eventi che portarono all'incidente, in quanto iniziò la procedura di decollo in un momento in cui, come è evidente dalle registrazioni dei suoi dialoghi con la torre di controllo e con gli altri membri dell'equipaggio, era certo di averne il diritto e la possibilità, ma in realtà non aveva ancora ricevuto l'autorizzazione per decollare e sulla pista dell'aeroporto di Los Rodeos era ancora presente l'altro Boeing 747 coinvolto nel disastro, che effettuava il volo 1736 della compagnia aerea statunitense Pan American; il 747 olandese quindi si scontrò rovinosamente con quello americano, causando un vasto incendio che uccise 583 delle 644 persone a bordo dei due velivoli. Tale gravissima mancanza di consapevolezza della reale situazione, che fu una delle cause della tragedia, può essere spiegata dal fatto che, nei mesi prima del disastro, il comandante olandese aveva lavorato soprattutto come istruttore al simulatore di volo (ruolo in cui si decide autonomamente il momento del decollo per poi comunicarlo all'allievo), perdendo familiarità con l'attività di pilotaggio; inoltre quando van Zanten, desiderando partire il prima possibile per non sforare i limiti del proprio orario di servizio, comunicò ai controllori del traffico aereo di voler decollare, essi gli imposero di attendere dicendogli "Ok, stand by for take off" ("Ok, attenda per il decollo"), ma nello stesso momento il velivolo Pan Am segnalò di essere ancora sulla pista sulla stessa frequenza, generando un'interferenza a causa della quale van Zanten sentì solamente le parole "Ok... for take off" ("Ok... per il decollo") e si convinse di aver ricevuto il "via libera".
Jan Bartelski, comandante della KLM fino al 1978 e poi presidente della Federazione internazionale dei piloti di linea (IFALPA), è stato conoscente e collega di lavoro di van Zanten e nel suo libro Disasters in the air lo ha così descritto: "una persona seria e introversa, ma amichevole e con un gran cuore. Era un tipo studioso ed era considerato il più esperto pilota di Boeing 747 della compagnia".
Van Zanten viveva a Sassenheim, nei Paesi Bassi. I suoi interessi includevano, oltre all'aviazione civile, anche la musica, gli Stati Uniti d'America e l'automobilismo: seguiva il Racing Team Holland e la 24 Ore di Le Mans e frequentava regolarmente il circuito automobilistico di Zandvoort. Al momento dell'incidente aveva 50 anni, 11.700 ore di volo al proprio attivo e 1.545 ore di volo sui Boeing 747, era sposato e padre di due figli. Dopo la collisione il suo cadavere risultava talmente sfigurato dalle fiamme che non fu possibile sottoporlo ad autopsia. I pochi resti raccolti furono inviati nei Paesi Bassi e tumulati ad Amsterdam.

## Abilitazioni e aerei pilotati
- Douglas DC-3 dal 28 settembre 1951 al 20 giugno 1962.
- Convair CV240/340 dal 23 agosto 1952 al 20 giugno 1962.
- Lockheed L749/1049 Constellation dal 1º ottobre 1952 al 20 giugno 1962.
- Douglas DC-6 dal 12 febbraio 1957 al 20 giugno 1962.
- Douglas DC-7C dal 6 giugno 1957 al 20 giugno 1962.
- Vickers Viscount 803 dall'11 giugno 1959 al 21 luglio 1967.
- Douglas DC-8 dal 16 marzo 1967 al 9 giugno 1971.
- Boeing 747 dal 23 gennaio 1971 al 27 marzo 1977.